# Felipe Buffoni
Felipe Buffoni (Montevideo, Uruguay, 8 de abril de 1897-Montevideo, Uruguay, 1 de enero de 1959) fue un futbolista de Uruguay que jugó en la posición de delantero.

## Carrera

### Club
Jugó toda su carrera con el Montevideo Wanderers de 1916 a 1926, con el que ganó la Copa Competencia en dos ocasiones y la Cup Tie Competition en dos ocasiones.

### Selección nacional
Debutó con Uruguay el 1 de octubre de 1916 en la derrota por 2-7 ante Argentina en Buenos Aires por la Copa Círculo de la Prensa y su último partido internacional lo jugó el 22 de julio de 1923 en el empate 2-2 ante Argentina en Montevideo por la Copa Premio de Honor Uruguayo. Jugó siete partidos internacionales y anotó tres goles; participó en la Copa América 1922 donde terminó en tercer lugar.

## Logros
- Copa Competencia (2): 1917, 1918
- Cup Tie Competition (2): 1917, 1918